# Municipio de Morris (Dakota del Norte)
El municipio de Morris (en inglés: Morris Township) es un municipio ubicado en el condado de Ramsey en el estado estadounidense de Dakota del Norte. En el año 2010 tenía una población de 53 habitantes y una densidad poblacional de 0,57 personas por km².

## Geografía
El municipio de Morris se encuentra ubicado en las coordenadas 48°14′4″N 98°45′48″O / 48.23444, -98.76333. Según la Oficina del Censo de los Estados Unidos, el municipio tiene una superficie total de 93.3 km², de la cual 85,4 km² corresponden a tierra firme y (8,46 %) 7,89 km² es agua.

## Demografía
Según el censo de 2010, había 53 personas residiendo en el municipio de Morris. La densidad de población era de 0,57 hab./km². De los 53 habitantes, el municipio de Morris estaba compuesto por el 100 % blancos. Del total de la población el 0 % eran hispanos o latinos de cualquier raza.